# Tinambac
Tinambac es un municipio filipino de primera clase, perteneciente a la provincia de Camarines Sur, en la región de Bicolandia.

## Historia
Hacia mediados del siglo XIX, el lugar, que por entonces incluía también el de Siruma, tenía contabilizada una población de 656 habitantes, repartidos en 159 casas. Aparece descrito en el segundo volumen del Diccionario geográfico, estadístico, histórico de las Islas Filipinas (1851) de Manuel Buzeta Núñez y Felipe Bravo con las siguientes palabras:

TINAMBAC: pueblo con cura y gobernadorcillo, en la isla de Luzon, prov. de Camarines Sur, dióc. de Nueva Cáceres, sit. en los 126° 52' long. 13° 53' 20" lat. á la orilla izquierda de un rio junto á su desague, en la costa occidental de la prov. playa oriental de la bahía de S. Miguel. Tiene unas 109 casas y 50 su visita Siroma. La iglesia parroquial está servida por un cura secular. Hay casa parroquial, otra de comunidad, una escuela de primeras letras, con una dotacion de los fondos de comunidad, y fuera del pueblo se halla el cementerio, bastante bien situado. Confina el térm. por E. con el de Caramoan, que dista unas 12 leg., por S. E. con el de S. José á 7 id., por S. con el de Calabanga, á 9 id., por N. con el mar, y por O. con la bahía de S. Miguel. Tiene una visita llamada Siroma, al cual tambien se halla sobre la costa á la izquierda de la entrada de la referida bahia, al N. de su matriz, y distante unas 3 leg. El terr. es montuoso; riéganlo varios rios que van á desaguar á la bahía mencionada, haciéndolo productivo en arroz, algodon, maiz, abacá, caña dulce, frutas y legumbres. Ind.: la fabricacion de algunas telas, la agricultura, y beneficio de la caña dulce, es lo que forma aquella. Pobl. 656 alm., y en 1845 pagaba 172 trib. que hacen 1,720 rs. plata.
(Buzeta y Bravo, 1851, p. 454)

En 2020, tenía censados 70 176 habitantes.